# Inger Gamburg

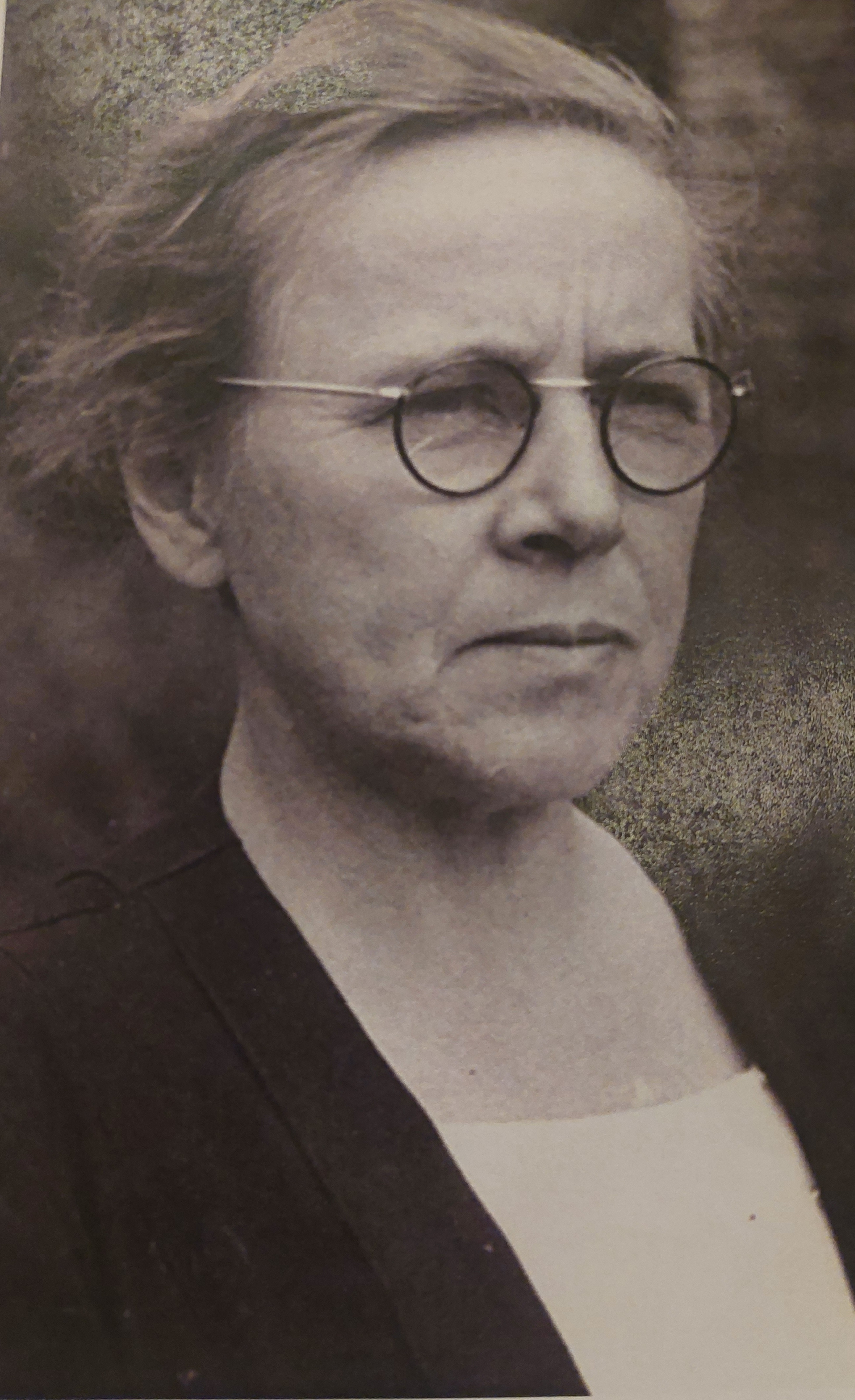
Inger Gamburg (1892–1979). Quelle: Dänisches Arbeitermuseum, Kopenhagen.

Ingeborg „Inger“ Johanne Gamburg, geborene Mohr (* 25. Januar 1892 in Holbæk; † 29. März 1979 in Kopenhagen) war eine dänische Gewerkschaftsvorsitzende und Politikerin der Dänischen Kommunistischen Partei (DKP). Sie überlebte ihre Gefangenschaft im KZ Stutthof. Insbesondere ist sie dafür bekannt, zusammen mit Marie Nielsen die dänische Arbeiterinnenbildungsvereinigung gegründet zu haben.

## Leben
Inger Mohr wurde am 25. Januar 1982 als Kind des Metallarbeiters August Andreas Søren Mohr (1854–1894) und seiner Frau Ane Sofie Christensen (1859–1909) in Holbæk geboren. Sie war mit dem lettischen Holzarbeiter Abram Itzik Gamburg (1890–1950) bis zur Auflösung der Ehe 1933 verheiratet. Aus der Ehe ging 1916 ihre Tochter Grethe hervor.

Ihr Vater war Erster Vorsitzender der sozialdemokratischen Partei Holbæks sowie der lokalen Schmiede- und Metallarbeiter. Als Inger zwei Jahre alt war, verstarb ihr Vater und hinterließ Ingers Mutter mit sechs Kindern. Als ihre Mutter an einer Lungenentzündung starb, war Inger als junges Mädchen gezwungen, einer Lohnarbeit nachzugehen, und begann, als Dienstmädchen zu arbeiten. Später arbeitete sie in einer Schokoladenfabrik und für sechs Jahre in der Tuborg-Brauerei. Inspiriert von einem Streik der männlichen Brauereiarbeiter initiierte Inger den ersten Streik der Brauereiarbeiterinnen. Der Streik führte unter anderem zu einem Treffen mit Helga Larsen, die damals gerade ins dänische Parlament gewählt worden war. In einem Interview mit der Tageszeitung Land og Folk beschreibt Inger den Streik folgendermaßen:
„1918 streikten alle männlichen Brauereiarbeiter für einen höheren Lohn. Sowohl Tuborg als auch Carlsberg waren dabei. Aufgrund des Streiks verlor ich meine Arbeit, jedoch war ich nicht lange genug in der Gewerkschaft Mitglied gewesen, um Unterstützung zu erhalten. Ich musste mir eine neue Arbeit suchen. Nach einiger Zeit bekamen wir Brauereiarbeiterinnen Bescheid, morgens um fünf Uhr am Jagtvej anzutreten. Hier kam die damalige Parlamentsabgeordnete Helga Larsen und legte einen Entwurf vor, der vorsah, dass wir um sechs Uhr die Arbeit aufnehmen sollten. Die Männer stimmten zu, wieder anzufangen, da sie 18 Kronen mehr als wöchentlichen Lohn erhalten sollten. Das war damals viel Geld. Als sie das erzählte, sagte Helga Larsen: ‚So, Genossinnen, so beginnen wir die Arbeit.‘ So dachte ich: ‚Verdammt.‘ Und zum ersten Mal sprang ich auf ein Rednerpult und sagte: ‚Darf ich das Wort ergreifen? Wie viel bekommen wir, Helga? Darf ich dich das fragen?‘ Sie sagte etwas in die Richtung, dass wir ja nicht gestreikt hatten, so sollten wir auch nichts bekommen. ‚Dann gehe ich verdammt noch einmal nicht zur Arbeit!‘, sagte ich. Und die ganze Versammlung rief laut! Helga konnte das nicht verstehen und Ekstra Bladet (A. d. Ü.: ein dänisches Tagesblatt) schrieb in großen Buchstaben auf die Titelseite: ‚Osterbier in Gefahr – Die Frauen streiken jetzt.‘ Das Ende des Spiels war, dass wir nach acht Tagen ein Angebot für Lohnerhöhungen erhielten und es annahmen. Ich kam auch zurück zu Tuborg, aber kurze Zeit später kam der Vorarbeiter und stellte sich mit meinem Kündigungsschreiben hinter meinen Stuhl. ‚Sie sollten damit aufhören, so einen Mund zu brauchen.‘ Er versprach mir Arbeit im Sommer, aber ich sagte nur: ‚Danke, ich verlege meine Sommerresidenz an einen anderen Ort.‘ Und dann ging ich mitten in der Arbeit.“
Originalzitat:
"I 1918 strejkede alle mandlige bryggeriarbejdere for højere løn. Både Tuborg og Carlsberg var med. Jeg blev arbejdsløs på grund af strejken, men havde ikke været længe nok i fagforeningen til at få understøttelse. Jeg måtte så søge andet arbejde. Efter nogen tid fik vi kvindelige bryggeriarbejdere besked på at møde om morgenen kl. fem på Jagtvejen. Her kom daværende folketingsmedlem Helga Larsen og forelagde et forslag om, at vi skulle gå i arbejde kl. seks. Mændene var blevet enige om at begynde igen, for de havde fået løfte om 18 kr. mere om ugen. Det var mange penge dengang. Da hun havde fortalt det sagde Helga Larsen: ”Så, kammerater, så går vi i arbejde." Så tænkte jeg: ”Det var satans". Og for første gang sprang jeg op på en talerstol og sagde: ”Må jeg få ordet? Hvor meget får vi Helga? Må jeg lige spørge dig om det?" Hun sagde noget om, at vi jo ikke havde strejket, så vi skulle ikke have noget. ”Så går jeg krafted'me ikke i arbejde! " sagde jeg. Og hele striben råbte hørt! Helga kunne ikke forstå det og Ekstra Bladet skrev på forsiden med store bogstaver: „Pinseøllet i fare — Kvinderne strejker nu." Enden på legen blev, at vi efter otte dage fik et tilbud om lønforhøjelser, og det tog vi imod. Jeg kom også tilbage til Tuborg, men kort tid efter kom værkføreren og stillede sig bag min stol med en fyreseddel. ”De skal lade være med at bruge sådan en mund." Han lovede mig arbejde om sommeren, men jeg sagde bare: ”Tak, jeg forlægger min sommerresidens til et andet sted." Og så gik jeg lige midt i arbejdet."
Inger Gaumburg, 1971

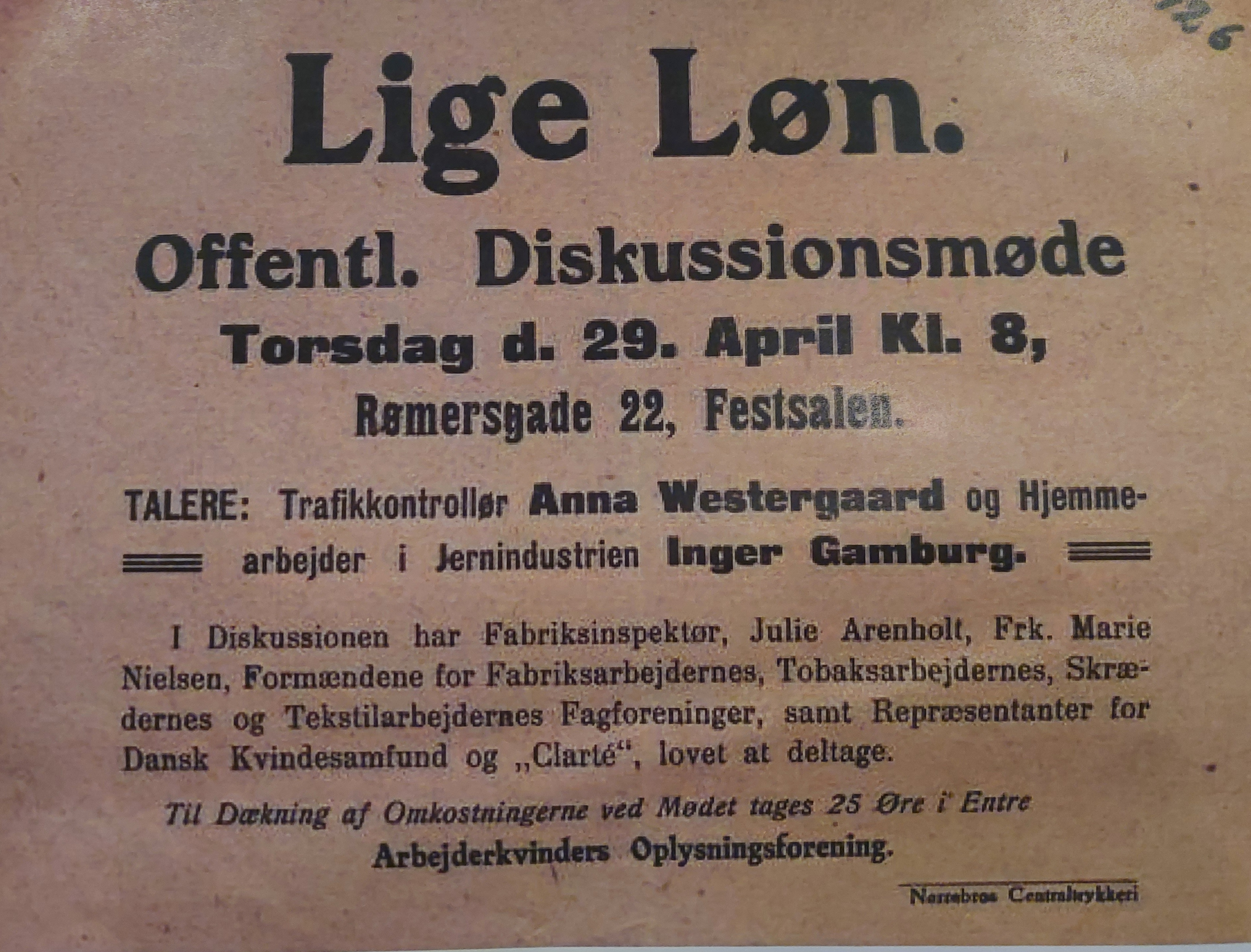
Flugblatt für Arbeiterinnenbildungsvereinigung in 1926. Quelle: Dänisches Arbeitermuseum, Kopenhagen.

Nach dem Streik fand Inger Arbeit in Hellesens Elementfabrik. Zusammen mit Marie Nielsen gründete sie als Vorsitzende 1925 die Arbeiterinnenbildungsvereinigung, die sich u. a. für das Recht auf Abtreibung einsetzte. In 1926 wurde sie zudem zur Vorsitzenden der Abteilung 5 (Metall- und Eisenindustrie) der dänischen Arbeiterinnenvereinigung gewählt; eine Position, die sie bis 1965 innehatte. Innerhalb der Vereinigung brachte sie als Erste die Forderung nach gleichem Lohn für gleiche Arbeit vor. Als sie in der Parlamentswahl 1945 für die Kommunistische Partei Dänemark (DKP) antrat, trat sie wieder mit der Forderung nach gleichem Lohn für gleiche Arbeit an: „Die Forderung nach gleichem Lohn ist der Kernpunkt für uns. In Abteilung 5 haben wir immer dafür gearbeitet und zum letzten Kongress der Arbeiterinnenvereinigung hatte ich die Freude, dass sich auch die gesamte Vereinigung dafür einsetzte. Für uns Frauen in der Industrie ist es meiner Meinung nach unangemessen, dass wir genau so hart wie die Männer arbeiten und dann jede Woche beträchtlich weniger Lohn nach Hause tragen.“ (Originalzitat: "Ligelønskravet er det fundamentale for os. Vi har altid arbejdet for det her i Afdeling 5, og paa den sidste Kongres i Kvindeligt Arbejderforbund havde jeg den Glæde at ogsaa hele Forbundet gik ind for det. For os Kvinder i Industrien synes det saa urimeligt, at vi staar ved nøjagtigt lige saa haardt Arbejde som Mændene og saa bærer en betydelig lavere Løn hjem hver Uge.")
Im Jahre 1928 reiste sie für den IV. Kongress der Roten Gewerkschafts-Internationale nach Moskau, wonach sie Mitglied der DKP wurde. 1930 reiste sie zusammen mit Marie Nielsen und der Arbeiterinnendelegation in die Sowjetunion und wurde im selben Jahr Mitglied des Zentralkomitees der DKP.
Unter der deutschen Besatzung Dänemarks wurden Inger sowie andere Kommunisten im Juni 1941 verhaftet. Inger wurde während ihrer Gefangenschaft mehrmals verlegt, bis sie im Oktober 1943 ins KZ Stutthoff verlegt wurde, wo sie bis zur Befreiung in Gefangenschaft verblieb.
Sie trat mehrmals zur Parlamentswahl an, wurde jedoch nicht gewählt.
Inger Gamburg verstarb 1979 in Kopenhagen. Ihr Grab befindet sich auf dem Bispebjerg Friedhof.